# San José Buenavista, Veracruz
San José Buenavista är en ort i Mexiko.   Den ligger i kommunen Altotonga och delstaten Veracruz, i den sydöstra delen av landet, 220 km öster om huvudstaden Mexico City. San José Buenavista ligger 1 377 meter över havet och antalet invånare är 275.
Terrängen runt San José Buenavista är kuperad åt nordväst, men åt sydost är den bergig. Runt San José Buenavista är det ganska tätbefolkat, med 104 invånare per kvadratkilometer. Närmaste större samhälle är Atzalan, 18,1 km väster om San José Buenavista. I omgivningarna runt San José Buenavista växer i huvudsak städsegrön lövskog.